# Coniopterygidae
Famille
Les Conioptérygidés (Coniopterygidae) sont une famille d'insectes, de la sous-classe des ptérygotes, infra-classe des néoptères, ordre des névroptères. Cette famille existe au moins depuis le Crétacé (Cénomanien).

## Caractéristiques
Environ 460 espèces vivantes sont connues. Ces minuscules insectes peuvent généralement être identifiés au genre à l'aide d'une loupe en fonction de la nervation de leurs ailes, mais pour distinguer les espèces, l'examen des organes génitaux au microscope est généralement nécessaire. 
L'habitus général des adultes est assez différent de celui des autres insectes neuroptères. En raison de leur petite taille - l'envergure est comprise entre 1,8 et 5 millimètres - et de leurs ailes brunâtres translucides généralement recouvertes d'une poussière blanchâtre d'écailles cireuses, ils peuvent tout d'abord être confondus avec des aleurodes (Aleyrodidae). Mais les aleurodes sont de véritables punaises (Sternorrhyncha), qui n'ont qu'une lointaine parenté avec les neuroptères. Un trait distinctif facilement perceptible qui différencie les aleurodes des Conioptérygidés est que, comme beaucoup d'autres neuroptères, les Conioptérygidés portent leurs ailes presque côte à côte lorsqu'elles sont au repos, alors que les aleurodes les portent presque à plat sur le dos. Il n'y a pas plus de deux nervures sur le champ costal, et peu de nervures croisées en général - ce qui est unique parmi les neuroptères actuels, les acariens n'ont pas réellement la nervation des neuroptères. Certains Coniopterygidae, comme le genre Conwentzia, n'ont que des ailes postérieures vestigiales ; d'autres, comme les femelles Helicoconis, sont totalement dépourvues d'ailes.
Les Coniopterygidae sont fortement associés aux plantes ligneuses, sur et autour desquelles ils passent généralement toute leur vie. Les femelles déposent leurs œufs individuellement sur l'écorce ou les feuilles. Les larves de Coniopterygidae mesurent environ 3,5 mm de long. Leurs pièces buccales consistent en des tubes de succion courts et droits recouverts par le labrum (la "lèvre" supérieure). Elles se nourrissent de petits invertébrés comme les cochenilles, les pucerons et les acariens, ainsi que d'œufs d'arthropodes ; les tubes buccaux sont utilisés pour aspirer les fluides de l'écorce.

## Liste des sous-familles
Selon ITIS (20 février 2016) :
- Aleuropteryginae Enderlein, 1905
- Brucheiserinae Navás, 1927
- Coniopteryginae Burmeister, 1839